# Kwastjesbloem
Kwastjesbloem (Soldanella) is een geslacht van vaste planten uit de sleutelbloemfamilie (Primulaceae), inheems in de Europese gebergtes Pyreneeën, Alpen, Apennijnen, Karpaten en Balkan.

## Naamgeving en etymologie
De wetenschappelijke naam van het geslacht werd in 1753 gepubliceerd in Species plantarum door Carl Linnaeus, met maar één soort, Soldanella alpina, die daarmee automatisch de typesoort is. Linnaeus gaf geen enkele beschrijving van de soort maar verwees naar zijn eigen Hortus Cliffortianus, en naar eerder door Adriaan van Royen, Albrecht von Haller, Gaspard Bauhin, Robert Morison, en Pietro Andrea Mattioli gepubliceerde namen en beschrijvingen. De botanische naam Soldanella stamt uit de 16e eeuw, en zou afgeleid zijn van de Italiaanse soldo, naar de gelijkenis van de ronde rozetblaadjes met een muntstuk.

## Kenmerken

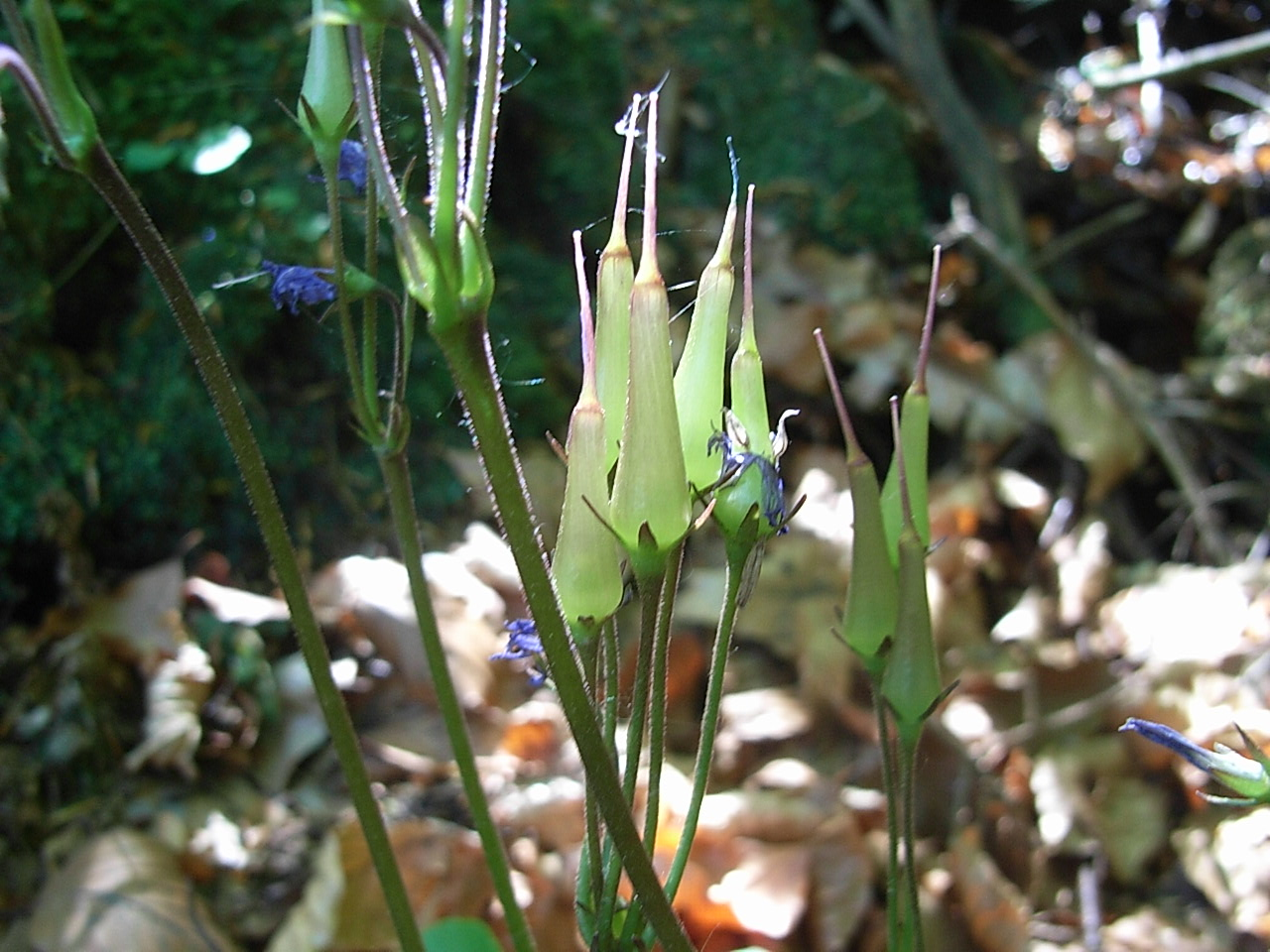
Alpenkwastjesbloem (S. alpina), vijftallige doosvrucht

De soorten zijn overblijvende kruiden, groenblijvende of bladverliezende planten. Ze hebben een bladrozet van gesteelde, ronde tot niervormige grondbladeren met gave of gekartelde bladrand. 
De bloemen zijn alleenstaand of gegroepeerd in een kleine tros op een lange bloemsteel, voorzien van een schubvormig schutblaadje. De bloemen zijn tweeslachtig, klok- of trechtervormig, met vijf roze, paarse of zelden witte kroonbladen voorzien van een franje aan de zoom. Ze dragen vijf meeldraden, die aan de voet vergroeid zijn met de kroonbladen.   
Na de bloei vormt zich een vijf- of tienhokkige doosvrucht.

## Habitat en verspreidingsgebied
Soldanella is oorspronkelijk afkomstig uit de Alpen, maar tegenwoordig over alle Europese gebergtes verspreid.  
De meeste soorten zijn vooral te vinden in montane bossen, maar S. alpina en S. pusilla zijn soorten van het hooggebergte. Het zijn vaak de eerste planten die bij het smelten van de sneeuw in bloei komen.

## Soorten
Het geslacht telt volgens Flora Europaea tien soorten. De typesoort is Soldanella alpina. In Flora Europaea worden twee secties onderscheiden: Tubiflores en Soldanella
sectie Tubiflores
- Soldanella pusilla Baumg. 1816 – Kleine kwastjesbloem
- Soldanella minima Hoppe 1818 – Dwergkwastjesbloem
  - subsp. minima
  - subsp. samnitica Cristofolini & Pignatti 1962
- Soldanella austriaca Vierh. 1904
  - = Soldanella minima subsp. austriaca (Vierh.) Lüdi

sectie Soldanella
- Soldanella alpina L. 1753 – Alpenkwastjesbloem
- Soldanella carpatica Vierh. 1904
- Soldanella pindicola Hausskn. 1886
- Soldanella hungarica Simonk. 1887 – Hongaarse kwastjesbloem
  - subsp. hungarica
  - subsp. major (Neilr.) S.Pawl 1963
    - = Soldanella major (Neilr.) Vierh.
- Soldanella dimoniei Vierh. 1909
- Soldanella montana Willd. 1809 – Bergkwastjesbloem
- Soldanella villosa Darracq 1850 – Pyrenese kwastjesbloem

nomina dubia
- Soldanella marmarossiensis Klášt. 1930; uit de oostelijke Karpaten en het Tatragebergte
- Soldanella rhodopaea F.K.Meyer 1985; van de Bulgaarse en Griekse kant van het Rodopegebergte

In 1984 benoemde Alarich Alban Herwig Ludwig Kress een nieuwe soort waarvan de status onduidelijk is:
- Soldanella chrysosticta A.Kress 1984; uit Servië, Bulgarije en Griekenland

In 1988 werd door dezelfde auteur de populatie in Calabrië tot een aparte endemische soort opgewaardeerd:
- Soldanella calabrella A.Kress 1988

In 2003 werden door Li Bing Zhang aan de lijst drie soorten toegevoegd waarvan de status onduidelijk is:
- Soldanella angusta L.B.Zhang 2003 = S. montana subsp. faceta A.Kress; uit de oostelijke Karpaten en Oekraïne
- Soldanella oreodoxa L.B.Zhang 2003; uit Transsylvanië
- Soldanella rugosa L.B.Zhang 2003, vermoedelijk dezelfde als S. marmarossiensis Klášt.

S. alpina (Alpenkwastjesbloem) · 
S. angusta · 
S. calabrella · 
S. carpatica · 
S. chrysosticta · 
S. hungarica (Hongaarse kwastjesbloem) · 
S. major · 
S. marmarossiensis · 
S. minima (Dwergkwastjesbloem) · 
S. montana (Bergkwastjesbloem) · 
S. oreodoxa · 
S. pindicola · 
S. pusilla (Kleine kwastjesbloem) · 
S. rhodopaea · 
S. rugosa · 
S. villosa (Pyrenese kwastjesbloem)
... · 
Anagallis (Guichelheil) · 
Androsace (Mansschild) · 
Ardisia · 
Centunculus · 
Coris · 
Cortusa · 
Cyclamen (Cyclaam) · 
Dionysia · 
Glaux · 
Hottonia · 
Lysimachia (Wederik) · 
Myrsine · 
Primula (Sleutelbloem) · 
Samolus · 
Soldanella (Kwastjesbloem) · 
Trientalis · 
Vitalania · 
...